# Eisner Award para Best Artist/Penciller/Inker or Penciller/Inker Team
O Eisner Award para Best Artist/Penciller/Inker or Penciller/Inker Team (em português, Melhor desenhista/arte-finalista ou dupla desenhista/arte-finalista) é uma das categorias do Will Eisner Comic Industry Award, popularmente conhecido como Eisner Awards. A cerimônia foi estabelecida em 1988 e desde então é realizada durante a convenção "Comic-Con", que ocorre anualmente em San Diego, Califórnia. A categoria foi uma das dez categorias presentes na sua primeira edição, embora não tenha sido incluída nas edições de 1991 e  1992. Em 1993, a categoria foi apresentada dividida em duas categorias distintas, para publicações coloridas e em preto-e-branco.

## Histórico
Entre 1985 e 1987, a editora Fantagraphics Books promoveu o Kirby Awards, uma premiação dedicada à indústria dos quadrinhos e com os vencedores recebendo seus prêmios sempre com a presença do artista Jack Kirby. As edições do Kirby Awards eram organizadas por Dave Olbrich, um funcionário da editora. Em 1987, com a saída de Olbrich, a Fangraphics decidiu encerrar o Kirby Awards e instituiu o Harvey Awards, cujo nome é uma homenagem à Harvey Kurtzman. Olbrich, por sua vez, fundou no mesmo ano o "Will Eisner Comic Industry Award".
Em 1988, a primeira edição do prêmio foi realizada, no mesmo modelo até hoje adotado: Um grupo de cinco membros reune-se, discute os trabalhos realizados no ano anterior, e estabelece as indicações para cada uma das categorias, que são então votadas por determinado número de profissionais dos quadrinhos e os ganhadores são anunciados durante a edição daquele ano da San Diego Comic-Con, uma convenção de quadrinhos realizada em San Diego, Califórnia. Por dois anos o próprio Olbrich organizou a premiação até que, ao ver-se incapaz de reunir os fundos necessários para realizar a edição de 1990 - que acabou não ocorrendo - ele decidiu transferir a responsabilidade para a própria Comic-Con, que desde 1990 emprega Jackie Estrada para organizá-lo.

## Vencedores deBest Art Teamem 1988 e 1989
| Ano  | Desenhos   | Arte-final                | Obra (s)            | Editora | Indicados | Nota  |
| ---- | ---------- | ------------------------- | ------------------- | ------- | --- | ----- |

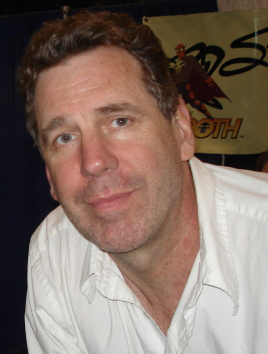
Steve Rude, desenhista vencedor em 1988.

| 1988 | Steve Rude | Willie Blyberg Ken Steacy | Space Ghost Special | Comico  | - Denys Cowan e Rick Magyar, por The Question (DC) - Paul Gulacy e Willie Blyberg, por Valkyrie (Eclipse) - Kevin Maguire e Al Gordon, por Justice League International #1 (DC) - Arnold Pander, Jacob Pander e Jay Geldof, por Grendel (Comico)                                            | [ 5 ] |
| 1989 | Alan Davis | Paul Neary                | Excalibur           | Marvel  | - Denys Cowan e Rick Magyar, por The Question (DC) - Jay Geldof, John K. Snyder and Joe Matt, por Grendel (Comico) - Arnold Pander e Jacob Pander, por Ginger Fox (Comico) - John Romita, Jr. e Al Williamson, por Daredevil (Marvel) - Dave Sim e Gerhard, por Cerebus (Aardvark-Vanaheim) | [ 6 ] |

## Vencedores deBest Penciller/Inker
| Ano  | Desenhos                                         | Arte-final                                       | Obra (s)                                            | Editora                                          | Indicados | Nota                                             |
| ---- | ------------------------------------------------ | ------------------------------------------------ | --------------------------------------------------- | ------------------------------------------------ | --- | ------------------------------------------------ |
| 1993 | Best Penciller/Inker - Black & White Publication | Best Penciller/Inker - Black & White Publication | Best Penciller/Inker - Black & White Publication    | Best Penciller/Inker - Black & White Publication | Best Penciller/Inker - Black & White Publication | Best Penciller/Inker - Black & White Publication |

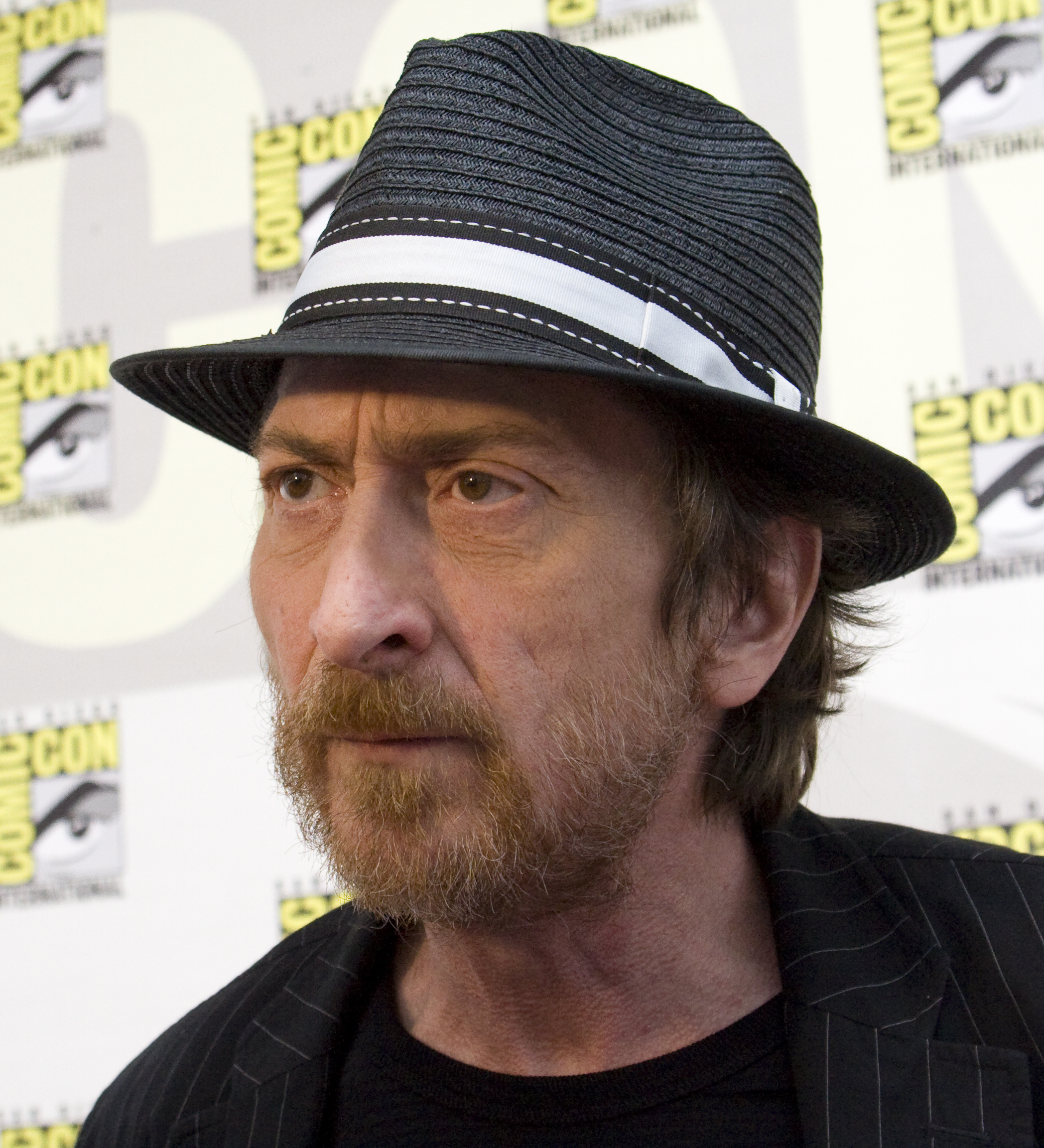
Frank Miller, vencedor da categoria em 1993 por seu trabalho em Sin City.

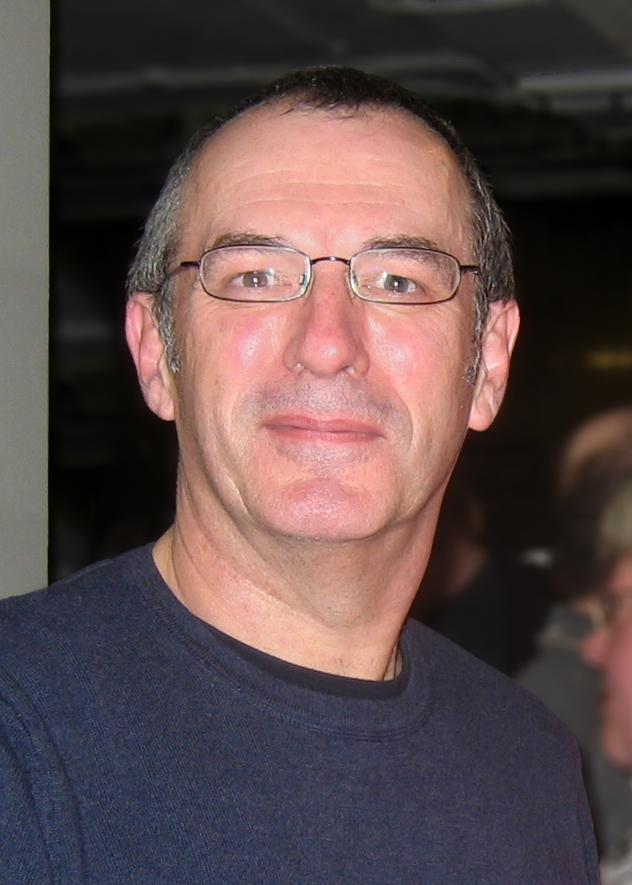
Dave Gibbons, vencedor em 1995.

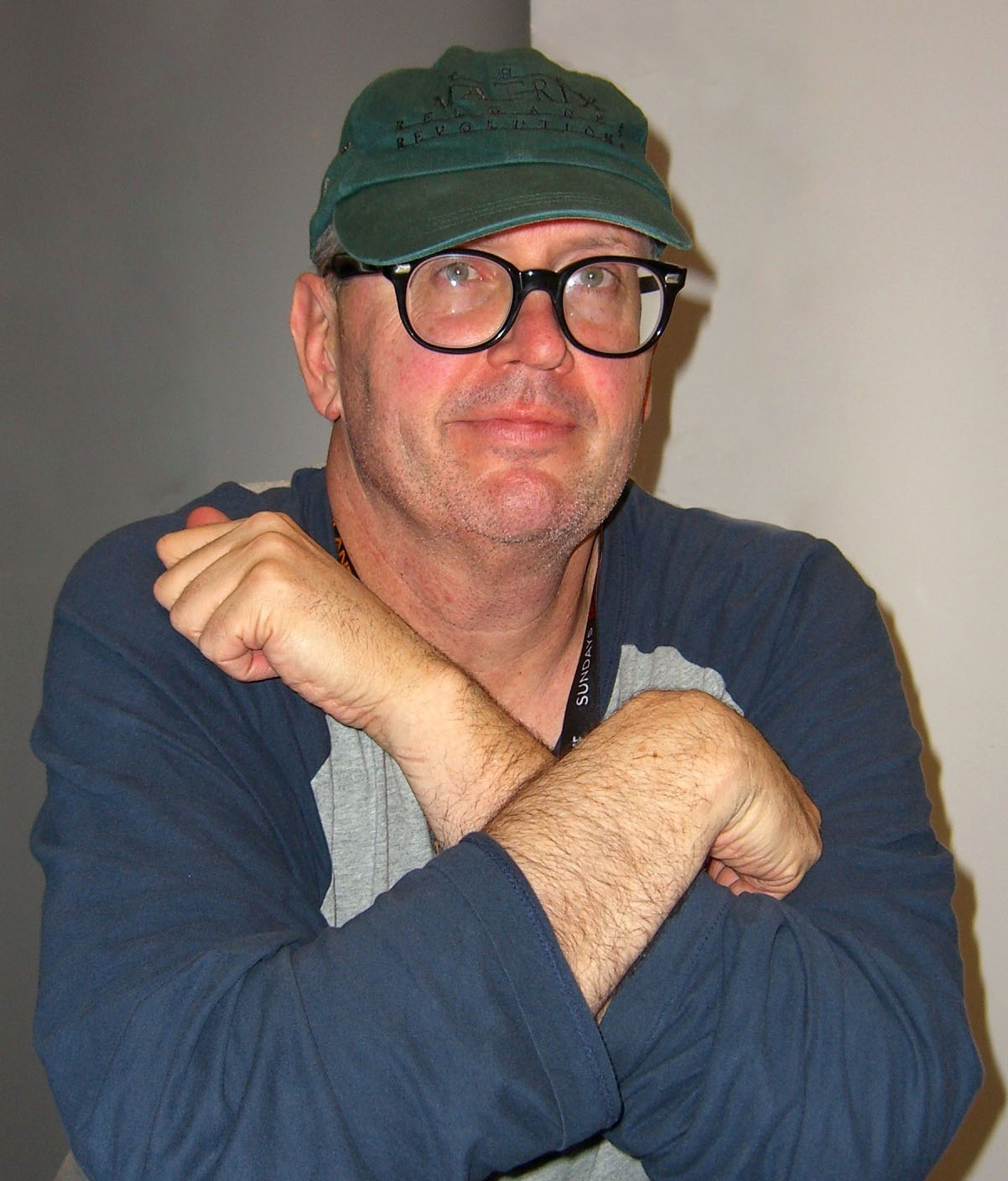
Geof Darrow, vencedor em 1996.

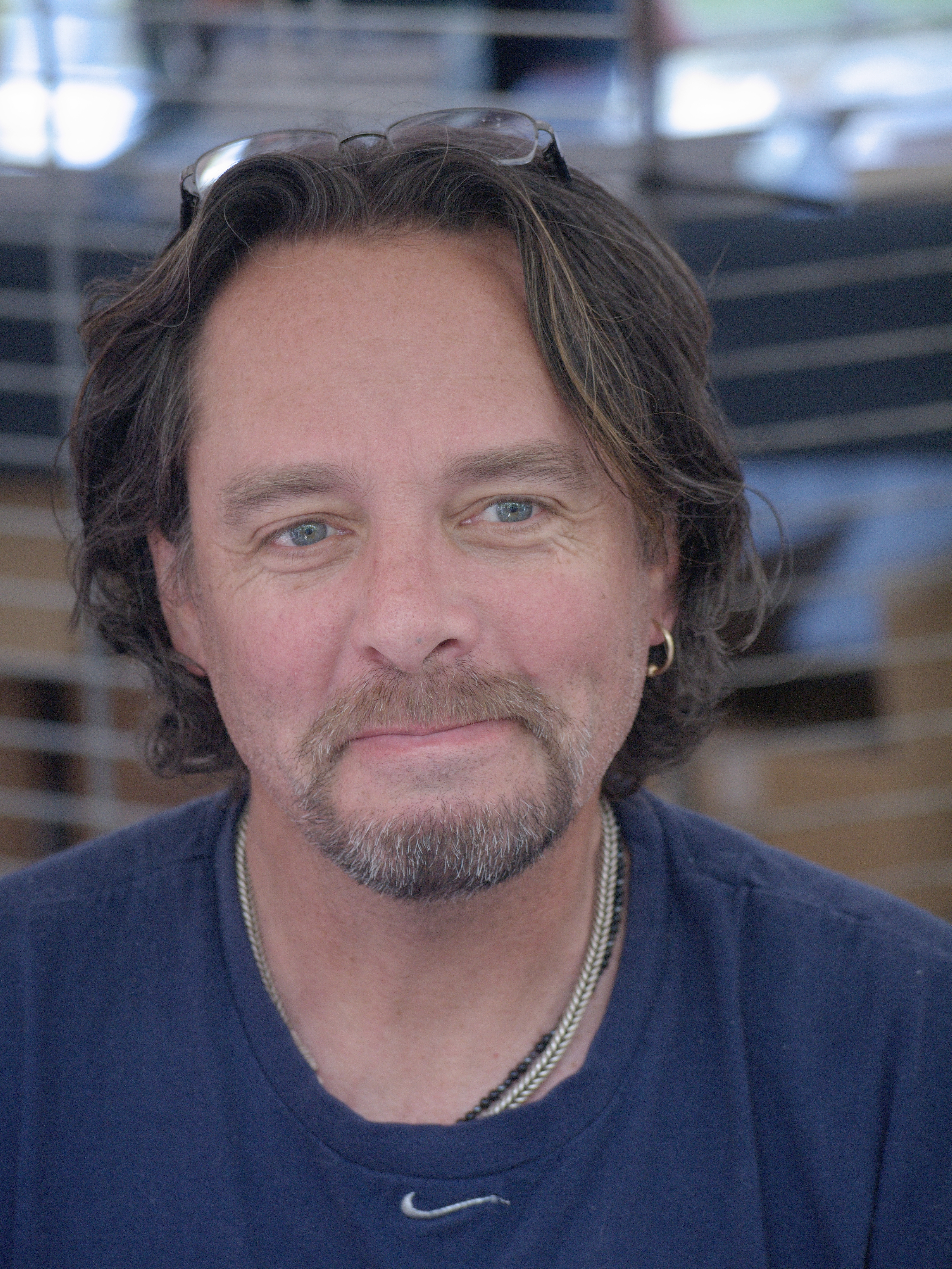
Tim Sale, vencedor em 1999.

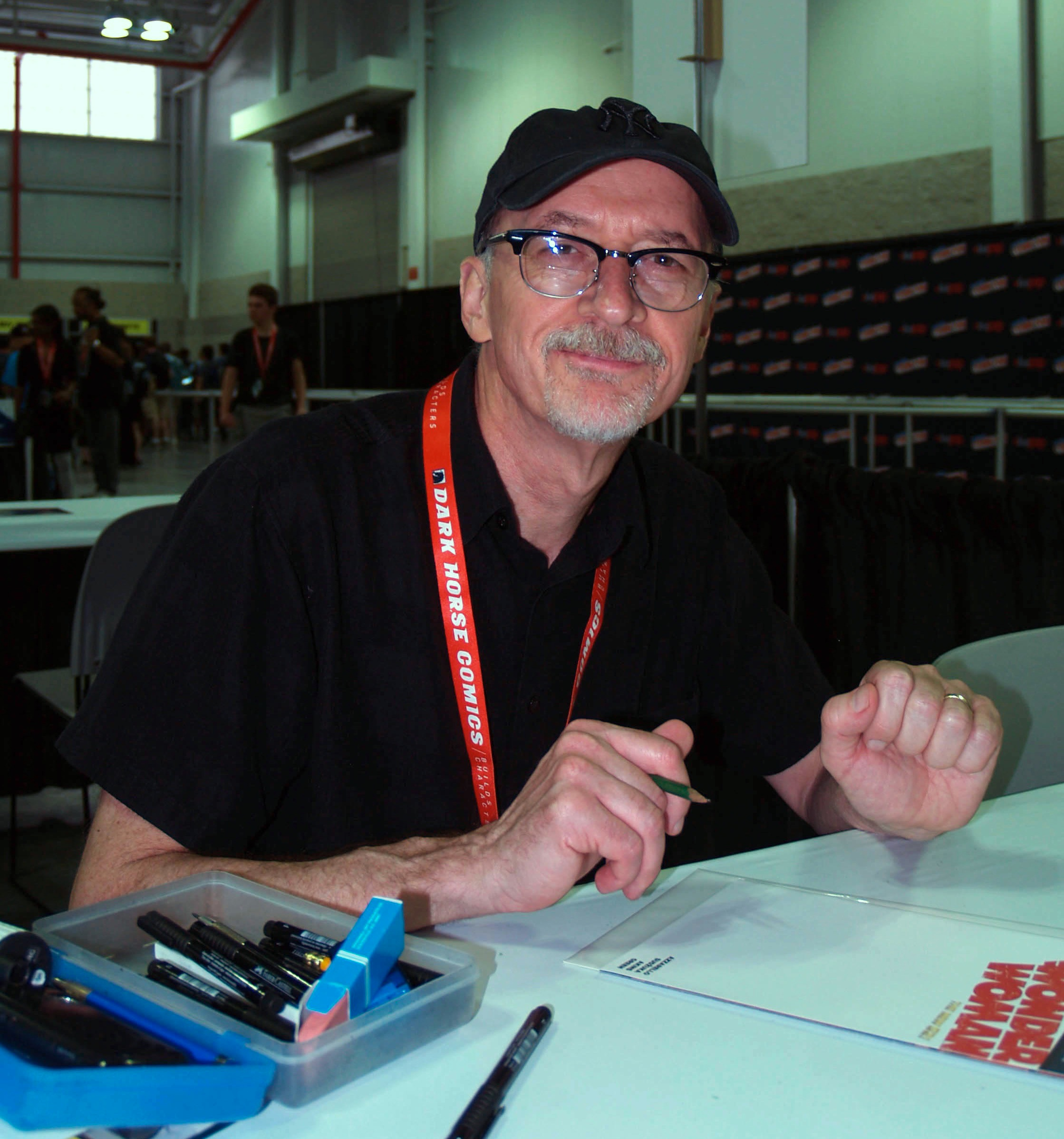
Kevin Nowlan, vencedor em 2000.

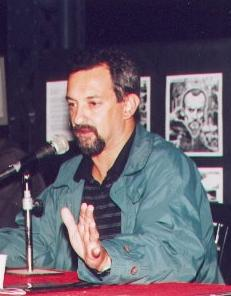
Eduardo Risso, vencedor em 2002.

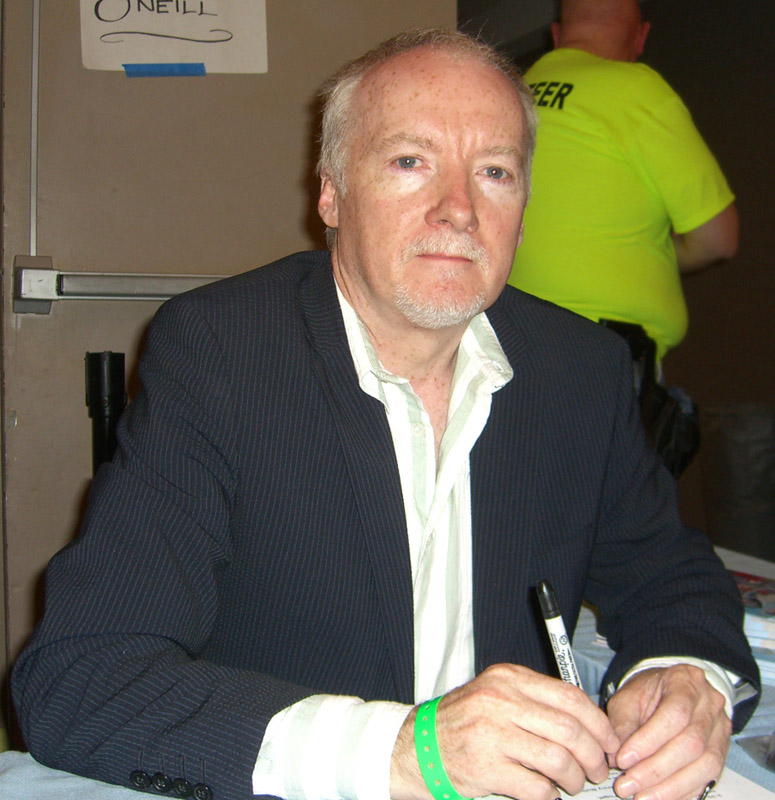
Kevin O'Neill, vencedor em 2003.

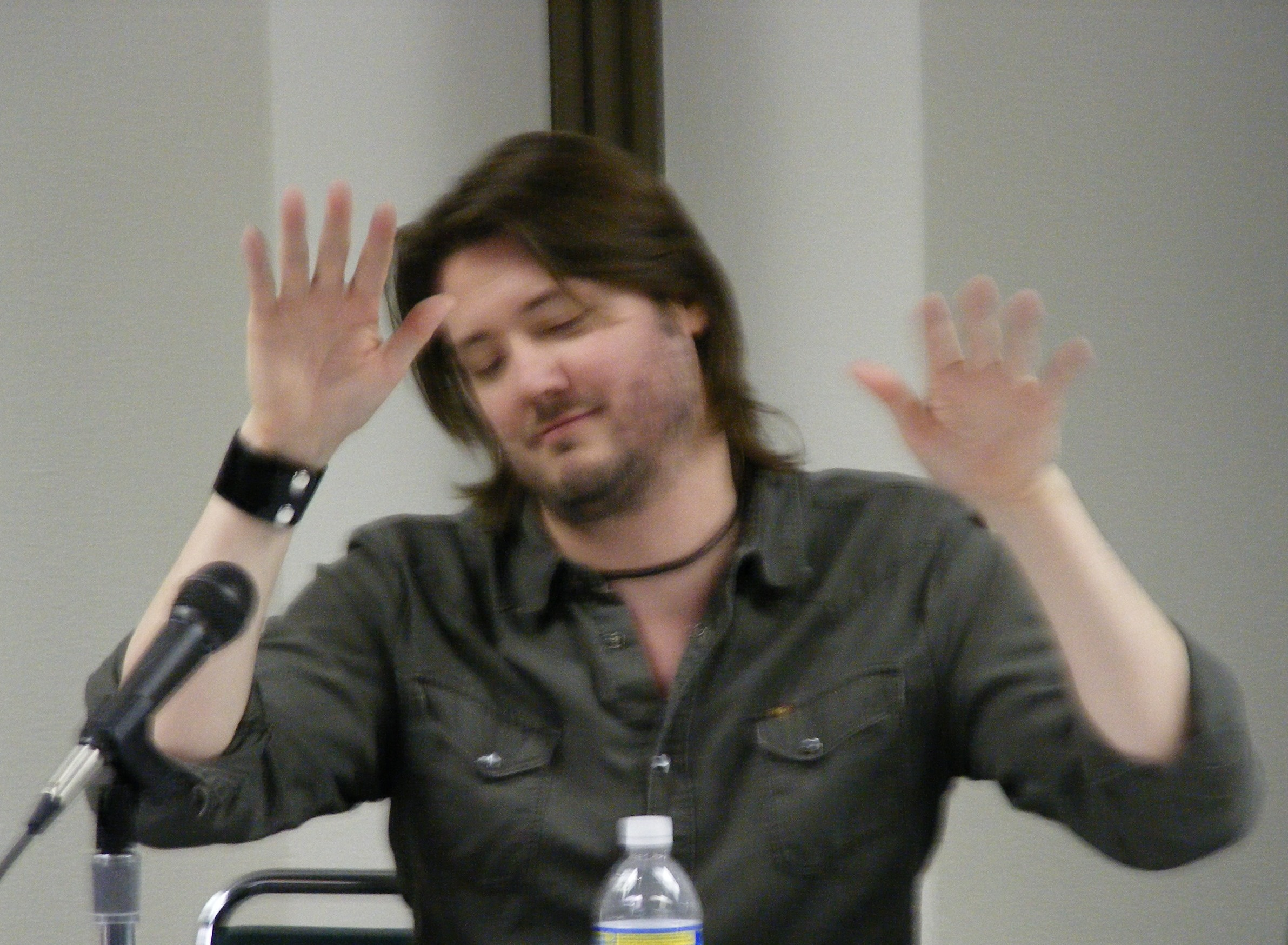
John Cassaday, vencedor em 2004, 2005 e 2006.

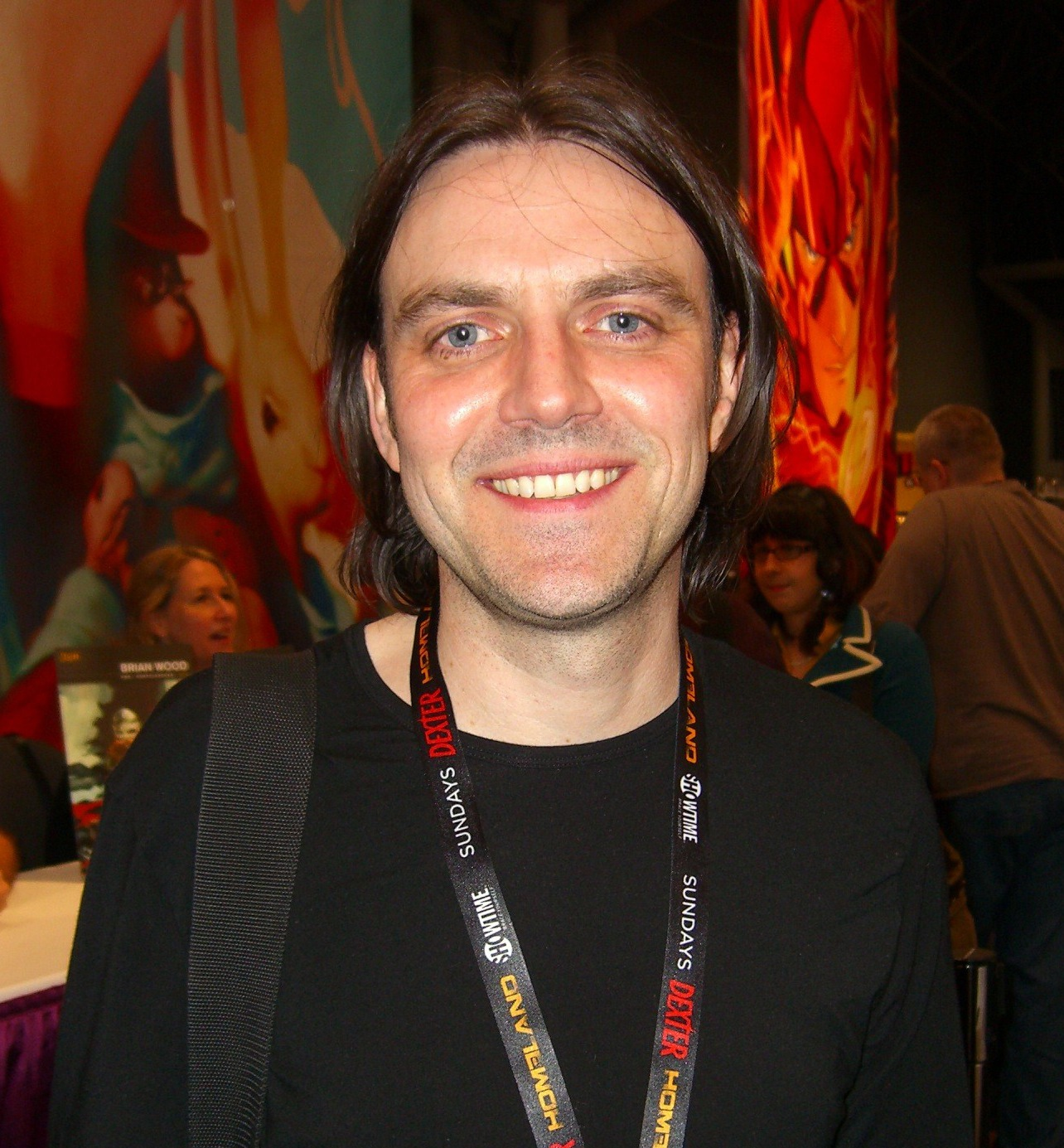
Frank Quitely, vencedor em 2005.

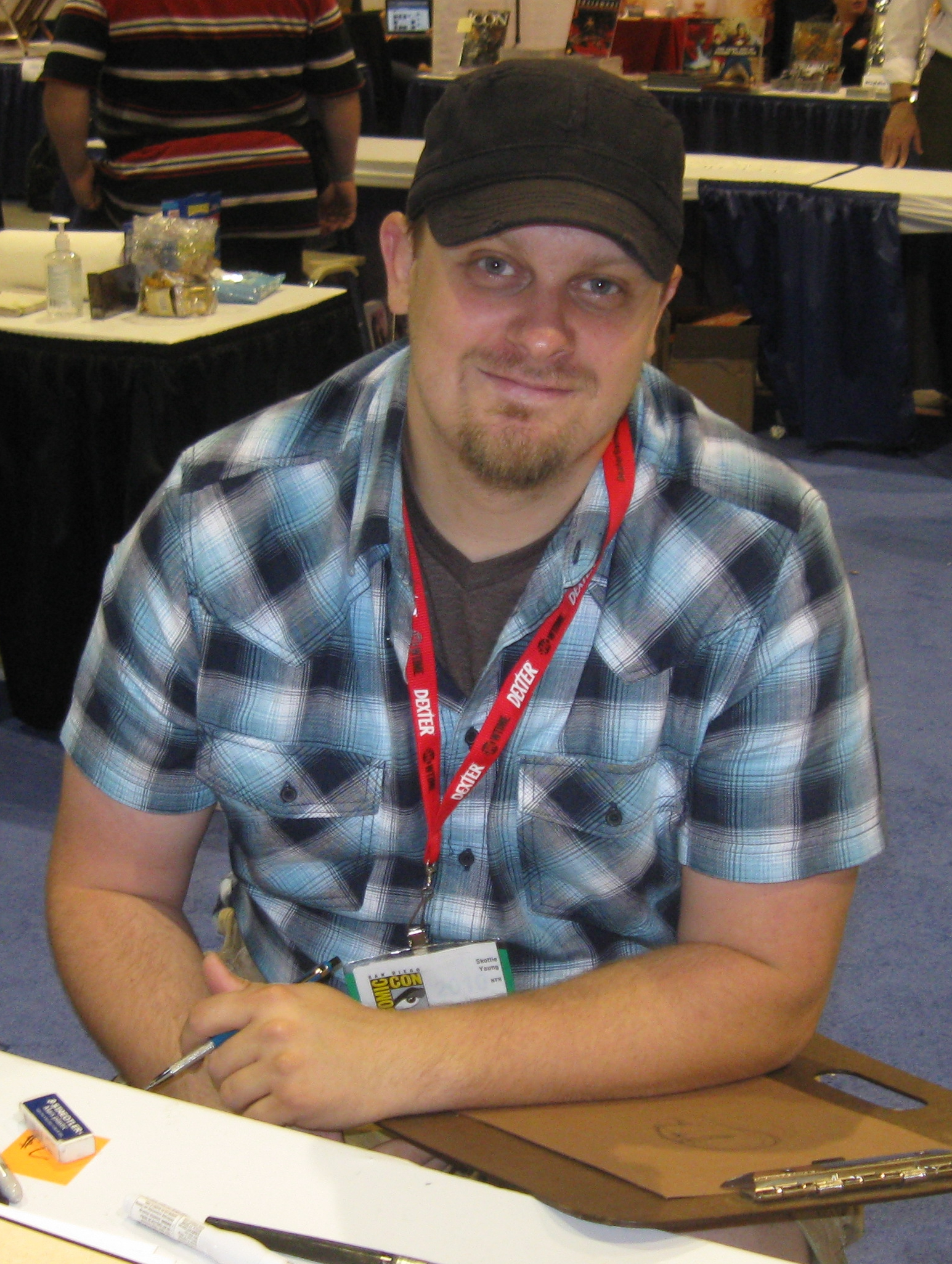
Skottie Young, vencedor em 2011.

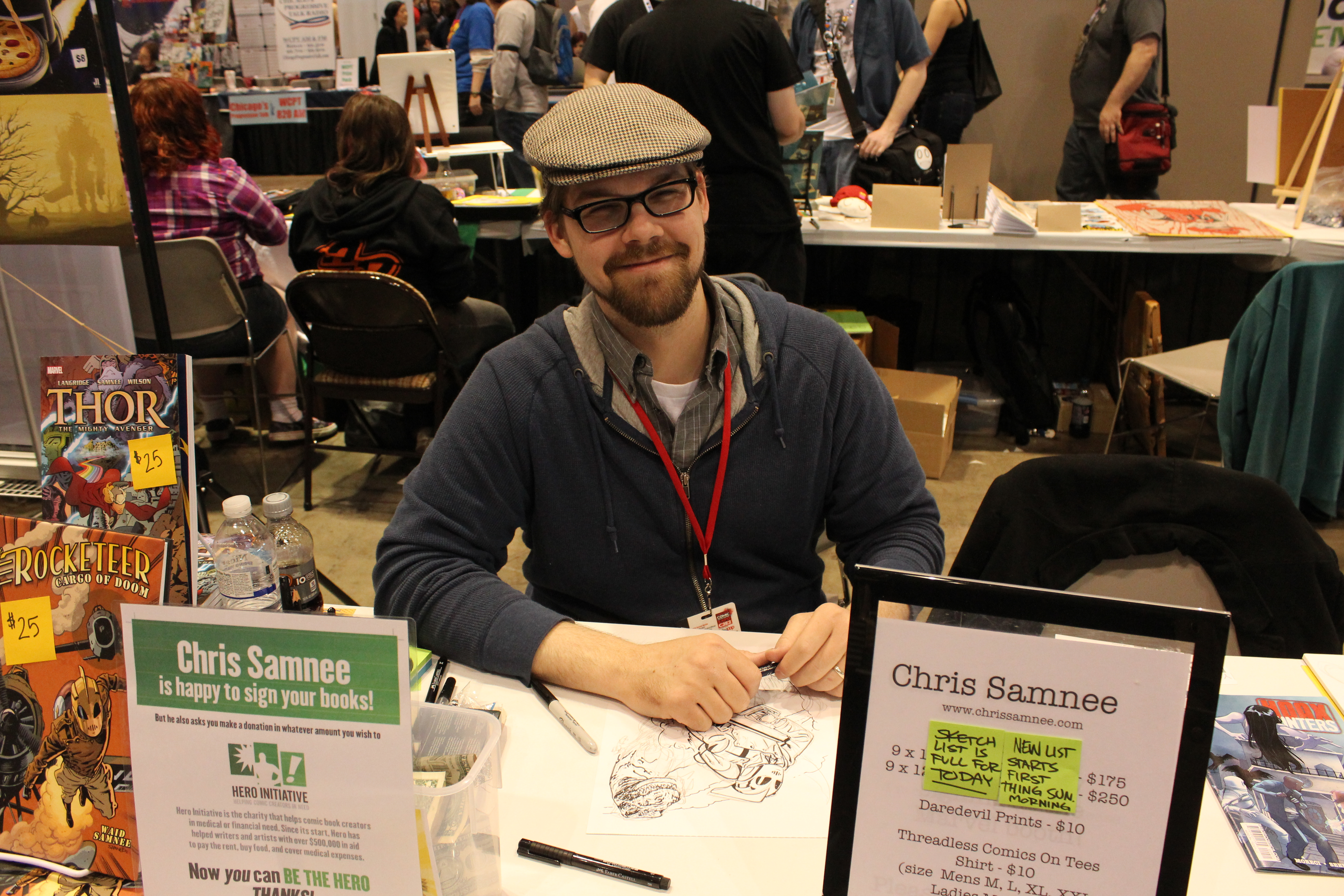
Chris Samnee, vencedor em 2013.

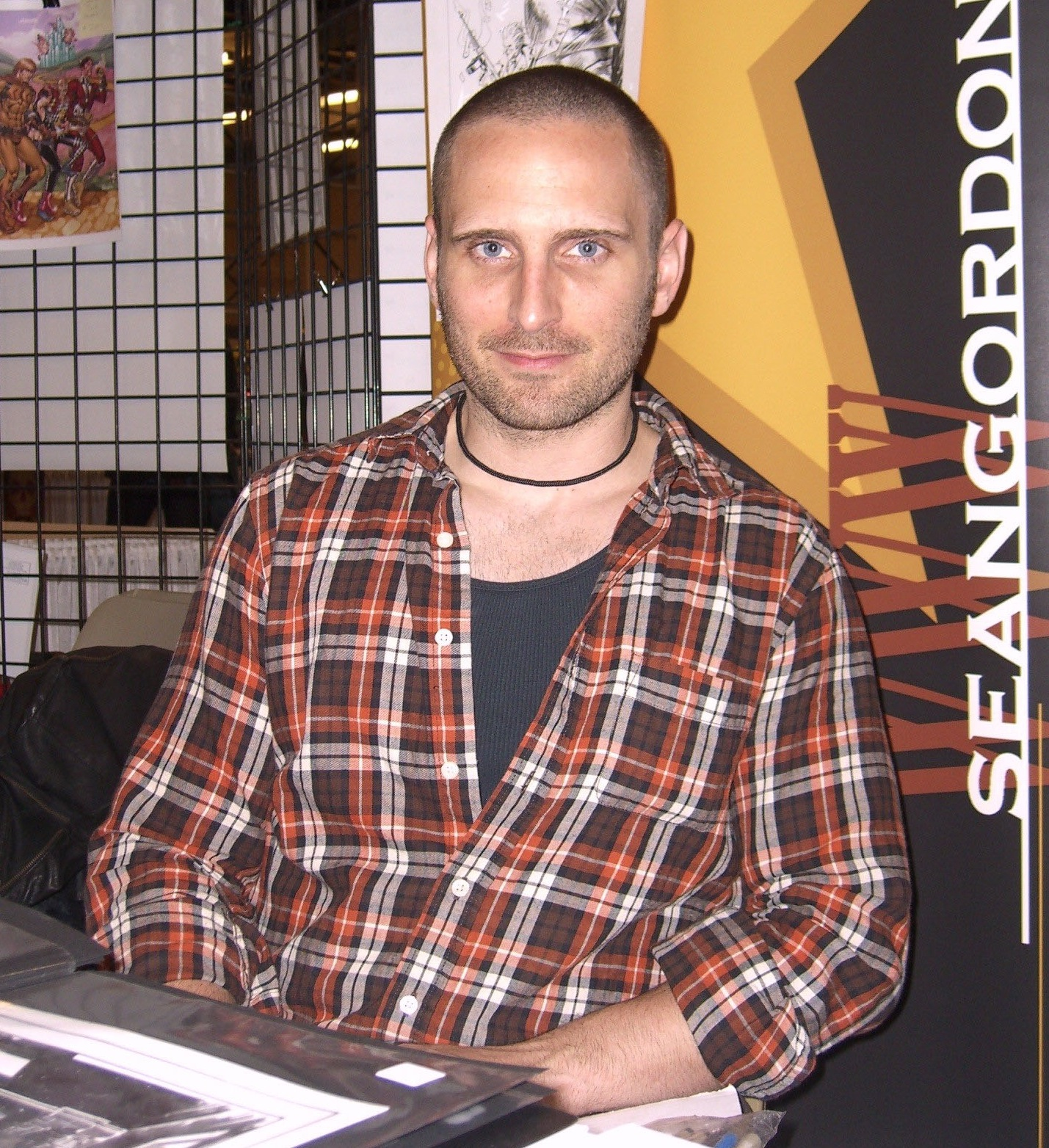
Sean Murphy, vencedor em 2014.

| 1993 | Frank Miller                                     | Frank Miller                                     | Sin City                                            | Dark Horse                                       | - Michael Allred, por Madman (Tundra) - Dan Clowes, por Eightball (Fantagraphics) - Jaime Hernandez, por Love and Rockets (Fantagraphics) - Jon J. Muth, por The Mythology of an Abandoned City (Tundra) - Mark Schultz, por Xenozoic Tales (Kitchen Sink) - Eric Shanower, por "An Accidental Death" em Dark Horse Presents (Dark Horse) - Dave Sim e Gerhard, por Cerebus (Aardvark-Vanaheim)                                                | [ 7 ]                                            |
| 1993 | Best Penciller/Inker - Color Publication         |                                                  |                                                     |                                                  | |                                                  |
| 1993 | P. Craig Russell                                 | P. Craig Russell                                 | "Hothouse" (em Legends of the Dark Knight)          | DC                                               | - Kelley Jones, por Deadman: Exorcism (DC) - Steve Pugh, por Animal Man (DC) - Bryan Talbot, por "Mask" em Legends of the Dark Knight (DC) - Matt Wagner, por "Faces" em Legends of the Dark Knight (DC) | [ 7 ]                                            |
| 1993 | P. Craig Russell                                 | P. Craig Russell                                 | Robin 3000                                          | DC                                               | - Kelley Jones, por Deadman: Exorcism (DC) - Steve Pugh, por Animal Man (DC) - Bryan Talbot, por "Mask" em Legends of the Dark Knight (DC) - Matt Wagner, por "Faces" em Legends of the Dark Knight (DC) | [ 7 ]                                            |
| 1993 | P. Craig Russell                                 | P. Craig Russell                                 | Fairy Tales of Oscar Wilde                          | NBM                                              | - Kelley Jones, por Deadman: Exorcism (DC) - Steve Pugh, por Animal Man (DC) - Bryan Talbot, por "Mask" em Legends of the Dark Knight (DC) - Matt Wagner, por "Faces" em Legends of the Dark Knight (DC) | [ 7 ]                                            |
| 1994 | P. Craig Russell                                 | P. Craig Russell                                 | Sandman #50                                         | DC/Vertigo                                       | - Chris Bachalo e Mark Buckingham, por Death: The High Cost of Living (DC/Vertigo) - Mike Mignola e Kevin Nowlan, por Aliens: Salvation (Dark Horse) - John Romita Jr. e Al Williamson, por Daredevil: The Man Without Fear (Marvel) - Dave Sim e Gerhard, por Cerebus (Aardvark-Vanaheim) - Chris Sprouse e Karl Story, por Legionnaires (DC) - Bruce Timm, por Batman Adventures: Mad Love (DC)                                              | [ 8 ]                                            |
| 1995 | Dave Gibbons                                     | Dave Gibbons                                     | Martha Washington Goes to War                       | Dark Horse                                       | - Edvin Biukovic, por Grendel Tales: Devils and Deaths (Dark Horse) - Tony Harris e Wade von Grawbadger, por Starman (DC) - David Mazzucchelli, por Paul Auster's City of Glass (Avon/NeonLit) - Mike Parobeck e Rich Burchett, por The Batman Adventures (DC) - P. Craig Russell, por Fairy Tales of Oscar Wilde Vol. 2 (NBM) | [ 9 ]                                            |
| 1996 | Geof Darrow                                      | Geof Darrow                                      | The Big Guy and Rusty the Boy Robot                 | Dark Horse/Legend                                | - Steve Dillon, por Preacher (DC/Vertigo) - Milo Manara, por El Gaucho (NBM) - Al Williamson, por Flash Gordon (Marvel Select) - Michael Zulli, por "The Wake" em The Sandman #70-72 (DC/Vertigo) | [ 10 ]                                           |
| 1997 | Charles Vess                                     | Charles Vess                                     | Book of Ballads and Sagas                           | Green Man Press                                  | - Brent Anderson e Will Blyberg, por Kurt Busiek's Astro City, vol. 2 (Jukebox Productions/Homage) - Tony Harris e Wade von Grawbadger, por Starman (DC) - Jose Luis Garcia-Lopez e Kevin Nowlan, por Dr. StrangeFate (DC) - Paul Smith, por Leave It to Chance (Homage) - Aron Weisenfeld e Richard Bennett, por Deathblow and Wolverine (Wildstorm/Image/Marvel)                                                                             | [ 11 ]                                           |
| 1997 | Charles Vess                                     | Charles Vess                                     | Sandman #75                                         | DC/Vertigo                                       | - Brent Anderson e Will Blyberg, por Kurt Busiek's Astro City, vol. 2 (Jukebox Productions/Homage) - Tony Harris e Wade von Grawbadger, por Starman (DC) - Jose Luis Garcia-Lopez e Kevin Nowlan, por Dr. StrangeFate (DC) - Paul Smith, por Leave It to Chance (Homage) - Aron Weisenfeld e Richard Bennett, por Deathblow and Wolverine (Wildstorm/Image/Marvel)                                                                             | [ 11 ]                                           |
| 1998 | P. Craig Russell                                 | P. Craig Russell                                 | Elric: Stormbringer                                 | Dark Horse/Topps                                 | - Brent Anderson e Will Blyberg, por Kurt Busiek's Astro City (Jukebox Productions/Homage) - Rick Burchett, por Batgirl Adventures (DC) - Rick Burchett e Terry Austin, por Superman Adventures (DC) - Dave Gibbons, por Martha Washington Saves the World #1 (Dark Horse) - Michael Lark, por Terminal City: Aerial Graffiti (DC/Vertigo) e The Little Sister (Byron Priess Visual Productions) - Paul Smith, por Leave It to Chance (Homage) | [ 12 ]                                           |
| 1998 | P. Craig Russell                                 | P. Craig Russell                                 | Dr. Strange: What Is It That Disturbs You, Stephen? | Marvel                                           | - Brent Anderson e Will Blyberg, por Kurt Busiek's Astro City (Jukebox Productions/Homage) - Rick Burchett, por Batgirl Adventures (DC) - Rick Burchett e Terry Austin, por Superman Adventures (DC) - Dave Gibbons, por Martha Washington Saves the World #1 (Dark Horse) - Michael Lark, por Terminal City: Aerial Graffiti (DC/Vertigo) e The Little Sister (Byron Priess Visual Productions) - Paul Smith, por Leave It to Chance (Homage) | [ 12 ]                                           |
| 1999 | Tim Sale                                         | Tim Sale                                         | Superman for All Seasons                            | DC                                               | - Claudio Castellini, por "Predator: Demon's Gold" em Dark Horse Presents #137 (Dark Horse) - Gene Ha, por Starman #46 (DC) - Steve Leiber, por Whiteout (Oni Press) - George Perez e Al Vey, por Avengers (Marvel) | [ 13 ]                                           |
| 1999 | Tim Sale                                         | Tim Sale                                         | Grendel Black, White, and Red #1                    | Dark Horse                                       | - Claudio Castellini, por "Predator: Demon's Gold" em Dark Horse Presents #137 (Dark Horse) - Gene Ha, por Starman #46 (DC) - Steve Leiber, por Whiteout (Oni Press) - George Perez e Al Vey, por Avengers (Marvel) | [ 13 ]                                           |
| 2000 | Kevin Nowlan                                     | Kevin Nowlan                                     | "Jack B. Quick" (em Tomorrow Stories)               | ABC                                              | - Travis Charest e Richard Friend, por WildC.A.T.s (DC/Wildstorm) - Ricardo Delgado, por Hieroglyph (Dark Horse/Maverick) - Gary Gianni, por Gary Gianni's Monstermen (Dark Horse/Maverick) - Gene Ha, por Top Ten (ABC) - J. H. Williams III e Mick Gray, por Promethea (ABC) | [ 14 ]                                           |
| 2001 | P. Craig Russell                                 | P. Craig Russell                                 | Ring of the Nibelung                                | Dark Horse/Maverick                              | - Michael Avon Oeming, por Powers (Image) - Frank Quitely e Trevor Scott, por The Authority (Wildstorm/DC) - Eduardo Risso, por 100 Bullets (Vertigo/DC) - J. H. Williams III e Mick Gray, por Promethea (ABC) | [ 15 ]                                           |
| 2002 | Eduardo Risso                                    | Eduardo Risso                                    | 100 Bullets                                         | DC/Vertigo                                       | - John Cassaday, por Planetary (DC/Wildstorm) - Butch Guice, por Ruse (CrossGen) - Gene Ha e Zander Cannon, por Top 10 (ABC) - Humberto Ramos e Sandra Hope, por Out There (DC/Wildstorm) - Francois Schuitten, por Brusel (NBM) e Nogegon (Humanoids) | [ 16 ]                                           |
| 2003 | Kevin O'Neill                                    | Kevin O'Neill                                    | The League of Extraordinary Gentlemen               | ABC                                              | - Seth Fisher, por Vertigo Pop: Tokyo (DC/Vertigo) e The Flash: Time Flies (DC) - Bryan Hitch e Andrew Currie, por The Ultimates (Marvel) - Michael Lark, por Batman: Nine Lives e Gotham Central (DC) - J. H. Williams III e Mick Gray, por Promethea (ABC) | [ 17 ]                                           |
| 2004 | John Cassaday                                    | John Cassaday                                    | Planetary                                           | WildStorm/DC                                     | - Tan Eng Huat, por Doom Patrol e JLA #91 (DC) - Alex Maleev, por Daredevil (Marvel) - Jim Lee e Scott Williams, por Batman (DC) - Eduardo Risso, por 100 Bullets (Vertigo/DC), Batman (DC) e Boy Vampire: The Resurrection (SAF) | [ 18 ]                                           |
| 2004 | John Cassaday                                    | John Cassaday                                    | Planetary/Batman: Night on Earth                    | WildStorm/DC                                     | - Tan Eng Huat, por Doom Patrol e JLA #91 (DC) - Alex Maleev, por Daredevil (Marvel) - Jim Lee e Scott Williams, por Batman (DC) - Eduardo Risso, por 100 Bullets (Vertigo/DC), Batman (DC) e Boy Vampire: The Resurrection (SAF) | [ 18 ]                                           |
| 2004 | John Cassaday                                    | John Cassaday                                    | Hellboy Weird Tales                                 | Dark Horse                                       | - Tan Eng Huat, por Doom Patrol e JLA #91 (DC) - Alex Maleev, por Daredevil (Marvel) - Jim Lee e Scott Williams, por Batman (DC) - Eduardo Risso, por 100 Bullets (Vertigo/DC), Batman (DC) e Boy Vampire: The Resurrection (SAF) | [ 18 ]                                           |
| 2005 | John Cassaday                                    | John Cassaday                                    | Astonishing X-Men                                   | Marvel                                           | - Charles Adlard, por The Walking Dead (Image) - Geof Darrow, por Shaolin Cowboy (Burlyman) - Cary Nord e Thomas Yeates, por Conan (Dark Horse) | [ 19 ]                                           |
| 2005 | John Cassaday                                    | John Cassaday                                    | Planetary                                           | WildStorm/DC                                     | - Charles Adlard, por The Walking Dead (Image) - Geof Darrow, por Shaolin Cowboy (Burlyman) - Cary Nord e Thomas Yeates, por Conan (Dark Horse) | [ 19 ]                                           |
| 2005 | John Cassaday                                    | John Cassaday                                    | I Am Legion: The Dancing Faun                       | Humanoids/DC                                     | - Charles Adlard, por The Walking Dead (Image) - Geof Darrow, por Shaolin Cowboy (Burlyman) - Cary Nord e Thomas Yeates, por Conan (Dark Horse) | [ 19 ]                                           |
| 2005 | (empate)                                         |                                                  |                                                     |                                                  | - Charles Adlard, por The Walking Dead (Image) - Geof Darrow, por Shaolin Cowboy (Burlyman) - Cary Nord e Thomas Yeates, por Conan (Dark Horse) | [ 19 ]                                           |
| 2005 | Frank Quitely                                    | Frank Quitely                                    | WE3                                                 | Vertigo/DC                                       | - Charles Adlard, por The Walking Dead (Image) - Geof Darrow, por Shaolin Cowboy (Burlyman) - Cary Nord e Thomas Yeates, por Conan (Dark Horse) | [ 19 ]                                           |
| 2006 | John Cassaday                                    | John Cassaday                                    | Astonishing X-Men                                   | Marvel                                           | - Gene Ha, por Top Ten: The Forty-Niners (ABC) - J. G. Jones, por Wanted (Top Cow/Image) - Frank Quitely, por All Star Superman (DC) - J. H. Williams III, por Promethea e Desolation Jones (WildStorm/DC) | [ 20 ]                                           |
| 2006 | John Cassaday                                    | John Cassaday                                    | Planetary                                           | WildStorm/DC                                     | - Gene Ha, por Top Ten: The Forty-Niners (ABC) - J. G. Jones, por Wanted (Top Cow/Image) - Frank Quitely, por All Star Superman (DC) - J. H. Williams III, por Promethea e Desolation Jones (WildStorm/DC) | [ 20 ]                                           |
| 2007 | Mark Buckingham                                  | Steve Leialoha                                   | Fables                                              | Vertigo/DC                                       | - Tony Harris e Tom Feister, por Ex Machina (WildStorm/DC) - Niko Henrichon, por Pride of Baghdad (Vertigo/DC) - Michael Lark e Stefano Gaudiano, por Daredevil (Marvel) - Sonny Liew, por Wonderland (SLG) - Steven McNiven e Dexter Vines, por Civil War (Marvel) | [ 21 ]                                           |
| 2008 | Pia Guerra                                       | José Marzán Jr                                   | Y: The Last Man                                     | Vertigo/DC                                       | - Steve Epting, Butch Guice e Mike Perkins, por Captain America (Marvel) - Jae Lee, por Dark Tower: The Gunslinger Born (Marvel) - Takeshi Obata, por Death Note e Hikaru No Go (Viz) - Ethan Van Sciver, por Green Lantern: The Sinestro Corps War (DC) | [ 22 ]                                           |
| 2009 | Guy Davis                                        | Guy Davis                                        | BRPD                                                | Dark Horse                                       | - Gabriel Bá por The Umbrella Academy (Dark Horse) - Mark Buckingham e Steve Leialoha, por Fables (Vertigo/DC) - Olivier Coipel e Mark Morales, por Thor (Marvel) - Amy Reeder Hadley e Richard Friend, por Madame Xanadu (Vertigo/DC) - Jillian Tamaki, por Skim (Groundwood Books) | [ 23 ]                                           |
| 2010 | J. H. Williams III                               | J. H. Williams III                               | Detective Comics                                    | DC                                               | - Michael Kaluta, por "Exodus Noir" em Madame Xanadu #11-15 (Vertigo/DC) - Steve McNiven e Dexter Vines, por Wolverine: Old Man Logan (Marvel) - Fiona Staples, por North 40 (WildStorm) - Danijel Zezelj, por Luna Park (Vertigo/DC) | [ 24 ]                                           |
| 2011 | Skottie Young                                    | Skottie Young                                    | The Marvelous Land of Oz                            | Marvel                                           | - Richard Corben, por Hellboy (Dark Horse) - Stephen DeStefano, por Lucky in Love Book One: A Poor Man's Story (Fantagraphics) - Rob Guillory, por Chew (Image) - Gabriel Rodriguez, por Locke & Key (IDW) | [ 1 ]                                            |
| 2012 | Ramón K. Pérez                                   | Ramón K. Pérez                                   | Jim Henson's Tale of Sand                           | Archaia                                          | - Michael Allred, por iZOMBIE (Vertigo/DC) e Madman All-New Giant-Size Super-Ginchy Special (Image) - Chris Samnee, por Captain America and Bucky e Ultimate Spider-Man #155 (Marvel) - Marcos Martin, por Daredevil (Marvel) - Paolo Rivera e Joe Rivera, por Daredevil (Marvel) | [ 25 ]                                           |
| 2013 | David Aja                                        | David Aja                                        | Hawkeye                                             | Marvel                                           | - Becky Cloonan, por Conan the Barbarian (Dark Horse) e The Muse (publicação independente) - Colleen Coover, por Bandette (Monkeybrain) - Sean Phillips, por Fatale (Image) - Joseph Remnant, por Harvey Pekar’s Cleveland (Zip Comics/Top Shelf) | [ 26 ]                                           |
| 2013 | (empate)                                         |                                                  |                                                     |                                                  | - Becky Cloonan, por Conan the Barbarian (Dark Horse) e The Muse (publicação independente) - Colleen Coover, por Bandette (Monkeybrain) - Sean Phillips, por Fatale (Image) - Joseph Remnant, por Harvey Pekar’s Cleveland (Zip Comics/Top Shelf) | [ 26 ]                                           |
| 2013 | Chris Samnee                                     | Chris Samnee                                     | Daredevil                                           | Marvel                                           | - Becky Cloonan, por Conan the Barbarian (Dark Horse) e The Muse (publicação independente) - Colleen Coover, por Bandette (Monkeybrain) - Sean Phillips, por Fatale (Image) - Joseph Remnant, por Harvey Pekar’s Cleveland (Zip Comics/Top Shelf) | [ 26 ]                                           |
| 2013 | Chris Samnee                                     | Chris Samnee                                     | Rocketeer: Cargo of Doom                            | IDW                                              | - Becky Cloonan, por Conan the Barbarian (Dark Horse) e The Muse (publicação independente) - Colleen Coover, por Bandette (Monkeybrain) - Sean Phillips, por Fatale (Image) - Joseph Remnant, por Harvey Pekar’s Cleveland (Zip Comics/Top Shelf) | [ 26 ]                                           |
| 2014 | Sean Murphy                                      | Sean Murphy                                      | The Wake                                            | DC/Vertigo                                       | - Nate Bellegarde, por Nowhere Men (Image) - Nick Dragotta, por East of West (Image) - Nate Powell, por March (Book One) (Top Shelf) - Emma Ríos, por Pretty Deadly (Image) - Thomas Yeates, por Law of the Desert Born: A Graphic Novel (Bantam) | [ 27 ]                                           |
| 2015 | Fiona Staples                                    | Fiona Staples                                    | Saga                                                | Image                                            | - Adrian Alphona, por Ms. Marvel (Marvel) - Mike Allred, por Silver Surfer (Marvel) e Madman in Your Face 3D Special (Image) - Frank Quitely, por The Multiversity (DC) - François Schuiten, por The Leaning Girl (Alaxis Press) - Babs Tarr, por Batgirl (DC) | [ 28 ]                                           |
| 2016 | Cliff Chiang                                     | Cliff Chiang                                     | Paper Girls                                         | Image                                            | - Michael Allred, por Silver Surfer (Marvel) e Art Ops (Vertigo/DC) - Erica Henderson, por Jughead (Archie) e Unbeatable Squirrel Girl (Marvel) - Joëlle Jones, por Lady Killer (Dark Horse) e Brides of Helheim (Oni) - Nate Powell, por March, Book Two (Top Shelf/IDW) | [ 29 ]                                           |
| 2017 | Fiona Staples                                    | Fiona Staples                                    | Saga                                                | Image                                            | - Mark Brooks, por Han Solo (Marvel) - Dan Mora, por Klaus (BOOM!) - Greg Ruth, por Indeh (Grand Central Publishing) - Francois Schuiten, por The Theory of the Grain of Sand (IDW) - Brian Stelfreeze, por Black Panther (Marvel) | [ 30 ]                                           |
| 2018 | Mitch Gerads                                     | Mitch Gerads                                     | Mister Miracle                                      | DC                                               | - Isabelle Arsenault, por Louis Undercover (Groundwood Books/House of Anansi) - Gary Gianni, por Hellboy: Into the Silent Sea (Dark Horse) - Ramón K. Perez, por Jane (Archaia) - David Rubín, por Black Hammer #9 & #12, Ether, Sherlock Frankenstein #1–3 (Dark Horse); e Beowulf(Image) | [ 31 ] [ 32 ]                                    |
| 2019 | Mitch Gerads                                     | Mitch Gerads                                     | Mister Miracle                                      | DC                                               | - Matías Bergara, por Coda (BOOM!) - Karl Kerschl por Isola (Image) - Sonny Liew por Eternity Girl (Vertigo/DC Comics) - Sean Phillips por Kill or Be Killed e My Heroes Have Always Been Junkies (Image) - Yanick Paquette por Mulher Maravilha: Terra Um vol. 2 (DC Comics) | [ 33 ] [ 34 ]                                    |
| 2020 | Rosemary Valero-O'Connell                        | Rosemary Valero-O'Connell                        | Laura Dean Keeps Breaking Up with Me                | First Second/Macmillan                           | - Ian Bertram, por Little Bird (Image) - Colleen Doran, por Snow, Glass, Apples (Dark Horse) - Bilquis Evely, por The Dreaming (DC) - Simon Gane, por Ghost Tree (IDW) - Steve Pugh, por Harley Quinn: Breaking Glass (DC) | [ 35 ]                                           |